# جان لی هوکر
جان لی هوکر (به انگلیسی: John Lee Hooker) (زادهٔ ۲۲ آگوست ۱۹۱۷ - درگذشتهٔ ۲۱ ژوئن ۲۰۰۱) خواننده/ترانه‌سرا و گیتاریست بلوز اهل آمریکا بود.
جان لی هوکر که به‌عنوان یکی از محبوب‌ترین هنرمندان موسیقی بلوز در سطح جهانی شناخته می‌شود، گونه‌ای از بلوز منحصر به‌خودش را ارائه می‌کرد که از لحاظ ریشهٔ سبکی بسیار نزدیک به دلتا بلوز بود. او یکی از رواج‌دهندگان تاکینگ بلوز بود که از آن به‌عنوان مشخصهٔ منحصربه‌فرد هوکر یاد می‌شود.
آثار هوکر گرچه بسیار شبیه دلتا بلوز هستند اما آن‌ها را نمی‌توان دقیقاً جزو آن سبک به‌شمار آورد. سبک هوکر را می‌توان تلقی منحصر به خود او از موسیقی بلوز قلمداد کرد که اغلب با پیانوی بوگی-ووگی همراه بود، یک ریتم در جریان که با استادی و استعداد ذاتی او در خواندن و نواختن گیتار بلوز همراهی می‌شد. از معروف‌ترین ترانه‌های او می‌توان از ‎«Boogie Chillen»‎ ‎(۱۹۴۸)‎ و ‎«Boom Boom»‎ ‎(۱۹۶۳)‎ نام برد.
هوکر در ژوئن سال ۲۰۰۱ و مدتی قبل از آن‌که یک تور موسیقی برگزار کند در سن ۸۳ سالگی درگذشت. آخرین ترانهٔ ضبط‌شدهٔ او یک اثر مشترک با زوچرو بود که هوکر در بخشی از آن ترانه جملهٔ «I lay down with an angel» را می‌خواند.
از او ۸ فرزند، ۱۹ نوه و تعدادی نتیجه به جا مانده و یکی از پسران‌اش با نام جان لی هوکر جونیور هم در زمینهٔ موسیقی بلوز فعالیت می‌کند.